# Pacifastacus leniusculus
El cangrejo señal o cangrejo del Pacífico (Pacifastacus leniusculus) es un decápodo dulciacuícola originario de la costa oeste de Norteamérica. Fue introducido en Suecia en 1960 para reemplazar a las poblaciones del cangrejo autóctono Astacus astacus, que se habían visto afectadas por la afanomicosis. Desde entonces se ha introducido en toda Europa.
Los ejemplares adultos alcanzan una longitud de 15 cm. Las quelas presentan una característica mancha blanquecina (de donde procede el nombre de cangrejo señal) y son bastante robustas. Gran parte de los cangrejos de esta especie alcanza la madurez sexual antes del primer año de vida y casi la totalidad la alcanza a los dos años. El cangrejo señal se puede desarrollar en varios hábitats, desde pequeños arroyos hasta grandes lagos.
Suelen ser portadores del hongo que produce la afanomicosis, Aphanomyces astaci. Sin embargo, conviven con el hongo y solo en condiciones de estrés (como la presencia de otros parásitos) esta enfermedad resulta mortal para el cangrejo.

## Distribución
La especie es originaria del oeste de Norteamérica, encontrándose en la Columbia Británica, Washington, Idaho, Oregón, Nevada, Utah y California, si bien en estos tres últimos estados es una especie introducida. Debido a la casi desaparición del cangrejo autóctono (Astacus astacus) en Suecia producida por la afanomicosis, y después de probar con 16 especies de cangrejos procedentes de América, en 1960 se introdujo el cangrejo señal en los ríos suecos, con la intención de que ocupara el nicho ecológico abandonado por la especie autotóctona. El éxito de la introducción motivó que otros países como Hungría, Finlandia, Inglaterra, Irlanda, Suiza, España, Alemania, Austria, Italia, Luxemburgo, Francia, Yugoslavia, Países Bajos, Chipre, Dinamarca, Bulgaria, República Checa o Lituania se interesaran en su cría. En el año 2009 el cangrejo señal se encontraba en 27 países europeos, considerándose como la especie de cangrejo de río invasora con una mayor distribución en el continente.
También se ha desarrollado en Japón, donde en los años 1928 y 1930 se introdujeron en Ishikawa y Hokkaidō respectivamente a partir de poblaciones de Oregón.

## Carácter invasor en España
Debido a su potencial colonizador y constituir una amenaza grave para las especies autóctonas, los hábitats o los ecosistemas, esta especie ha sido incluida en el Catálogo Español de Especies Exóticas Invasoras, aprobado por Real Decreto 630/2013, de 2 de agosto, estando prohibida en España su introducción en el medio natural, posesión, transporte, tráfico y comercio.

## Morfología

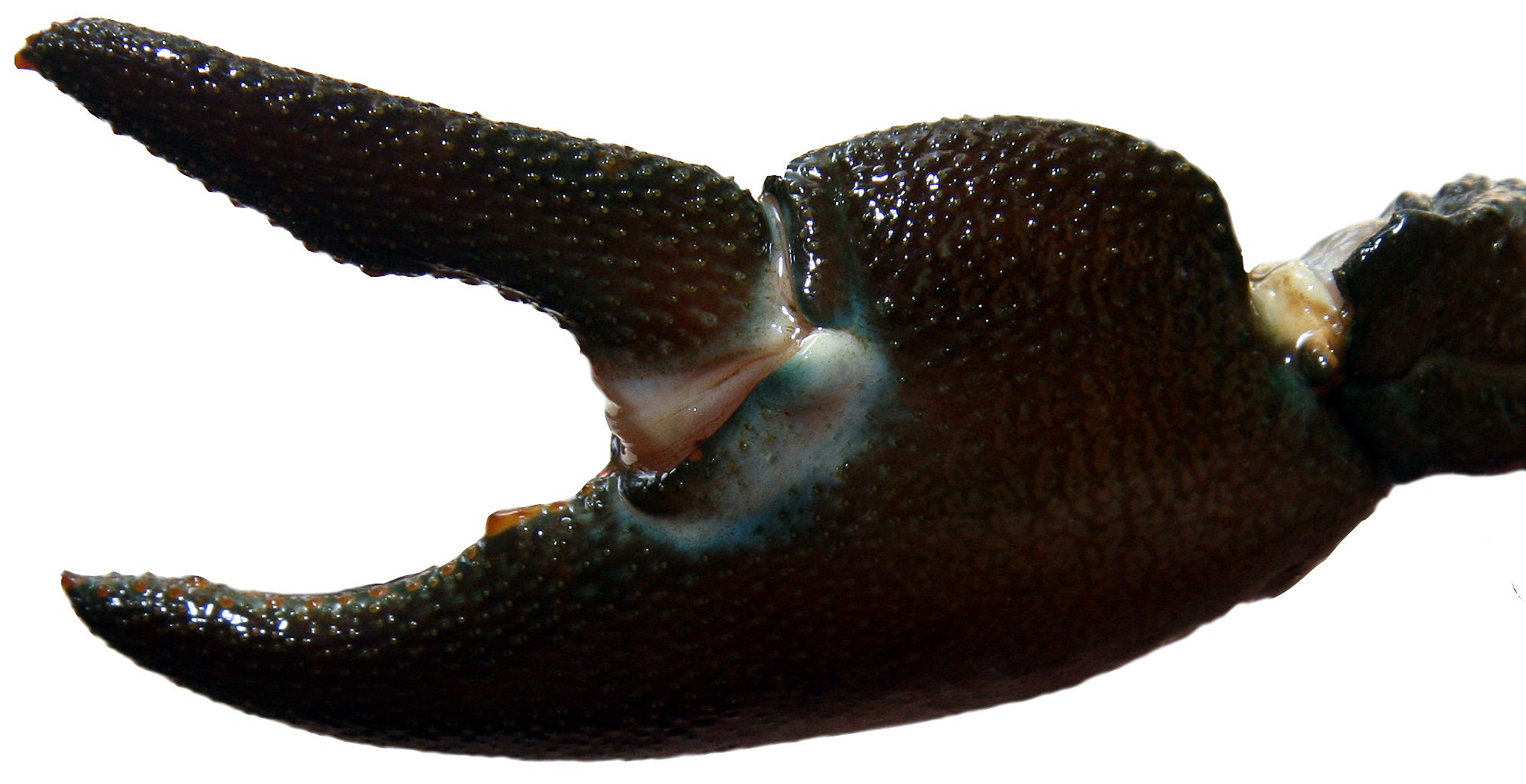
Quela de Pacifastacus leniusculus mostrando la mancha blanca que les confiere su nombre.

Los machos alcanzan longitudes de 15-16 cm y las hembras de 12 cm, y su peso oscila entre 60 y 110 gramos, presentando proporcionalmente una masa mayor los machos. Presentan un cefalotórax liso con dos pares de crestas postorbitales y con suturas longitudinales separadas. El color es marrón con tonos azulados a rojizos, con la parte ventral del cuerpo de un color azul intenso y la cara ventral de las quelas de un color rojizo. Estas presentan una mancha blanca típica, siendo el nombre de «señal» debido a esta característica.

## Alimentación
Al igual que la mayoría de los cangrejos de río, Pacifastacus leniusculus es un organismo omnívoro. Practica el canibalismo, sobre todo al aumentar su tamaño con la edad. Suele alimentarse de la vegetación que se encuentra en el fondo del agua, aunque al poder aguantar cierto tiempo fuera de ella también puede comer vegetación de la orilla. Se ha observado que prefieren consumir hojas de aliso y arce antes que hojas de roble o fresno. Los ejemplares juveniles consumen más insectos que habitan el fondo que los ejemplares adultos.